# Olympische Sommerspiele 2012/Teilnehmer (Tschechien)
| Gelbes Symbol für Goldmedaillen mit stilisierten Olympischen Ringen | Graues Symbol für Silbermedaillen mit stilisierten Olympischen Ringen | Braundes Symbol für Bronzemedaillen mit stilisierten Olympischen Ringen |
| ------------------------------------------------------------------- | --------------------------------------------------------------------- | ----------------------------------------------------------------------- |
| 4                                                                   | 3                                                                     | 4                                                                       |

Tschechien nahm an den Olympischen Sommerspielen 2012 in der britischen Hauptstadt London mit 135 vom Český olympijský výbor nominierten Athleten in 21 Sportarten teil. Seit 1996 war es die fünfte Teilnahme Tschechiens bei Olympischen Sommerspielen.
Flaggenträger bei der Eröffnungsfeier war der Badmintonspieler Petr Koukal. Bei der Schlussfeier wurde die Flagge Tschechiens von der Speerwerferin und Goldmedaillengewinnerin Barbora Špotáková getragen.

## Medaillen
Mit vier gewonnenen Gold-, drei Silber- und vier Bronzemedaillen belegte das tschechische Team Platz 19 im Medaillenspiegel.
Anmerkung: Am 9. August 2016 hat das IOC dem Ukrainer Oleksandr Pyatnytsya seine Silbermedaille im Speerwurf aberkannt. Die Medaillenränge wurden für Finnland und Tschechien angepasst.

### Gold
- Ondřej Cink: Radsport, Mountainbike
- Miroslava Knapková: Rudern, Einer
- Barbora Špotáková: Leichtathletik, Speerwurf
- David Svoboda: Moderner Fünfkampf

### Silber
- Vavřinec Hradilek: Kanu, Einer-Kajak
- Ondřej Synek: Rudern, Einer
- Andrea Hlaváčková und Lucie Hradecká: Tennis, Damendoppel

### Bronze
- Zuzana Hejnová: Leichtathletik, 400 m Hürden
- Adéla Sýkorová: Schießen, Kleinkalibergewehr Dreistellungskampf
- Vítězslav Veselý: Leichtathletik, Speerwurf
- Josef Dostál, Daniel Havel, Jan Štěrba und Lukáš Trefil: Kanu, Vierer-Kajak 1000 m

## Teilnehmer nach Sportarten

### Badminton
| Athleten          | Wettbewerb | Gruppenphase | Gruppenphase | Achtelfinale       | Achtelfinale       | Viertelfinale      | Viertelfinale      | Halbfinale         | Halbfinale         | Finale             | Finale             | Rang               |
| Athleten          | Wettbewerb | Punkte       | Rang         | Gegner             | Ergebnis           | Gegner             | Ergebnis           | Gegner             | Ergebnis           | Gegner             | Ergebnis           | Rang               |
| ----------------- | ---------- | ------------ | ------------ | ------------------ | ------------------ | ------------------ | ------------------ | ------------------ | ------------------ | ------------------ | ------------------ | ------------------ |
| Frauen            |            |              |              |                    |                    |                    |                    |                    |                    |                    |                    |                    |
| Kristína Gavnholt | Einzel     | 1 – 2        | 2.           | nicht qualifiziert | nicht qualifiziert | nicht qualifiziert | nicht qualifiziert | nicht qualifiziert | nicht qualifiziert | nicht qualifiziert | nicht qualifiziert | nicht qualifiziert |
| Männer            |            |              |              |                    |                    |                    |                    |                    |                    |                    |                    |                    |
| Petr Koukal       | Einzel     | 0 – 2        | 3.           | nicht qualifiziert | nicht qualifiziert | nicht qualifiziert | nicht qualifiziert | nicht qualifiziert | nicht qualifiziert | nicht qualifiziert | nicht qualifiziert | nicht qualifiziert |

### Basketball
| Wettbewerb    | Frauen |
| ------------- | --- |
| Athletinnen   | Lenka Bartáková Kateřina Bartoňová Ilona Burgrová Kateřina Elhotová Alena Hanušová Hana Horáková-Machová Petra Kulichová Tereza Pecková Jana Veselá Eva Vítečková Kateřina Zohnová Michaela Zrůstová |
| Trainer       | Lubor Blažek |
| Gruppenphase  | Volksrepublik China (57:66) Türkei (57:61) Kroatien (89:70) USA (61:88) Angola (82:47) |
| Viertelfinale | Frankreich (68:71) |
| Halbfinale    | nicht qualifiziert |
| Finale        | nicht qualifiziert |
| Platzierung   | – |

### Beachvolleyball
| Athleten                          | Gruppenphase                                                                  | Gruppenphase                                                           | Gruppenphase | Gruppenphase | Achtelfinale            | Achtelfinale             | Viertelfinale      | Viertelfinale      | Halbfinale         | Halbfinale         | Finale             | Finale             | Rang |
| Athleten                          | Ergebnis                                                                      | Gegner                                                                 | Punkte       | Rang         | Gegner                  | Ergebnis                 | Gegner             | Ergebnis           | Gegner             | Ergebnis           | Gegner             | Ergebnis           | Rang |
| --------------------------------- | ----------------------------------------------------------------------------- | ---------------------------------------------------------------------- | ------------ | ------------ | ----------------------- | ------------------------ | ------------------ | ------------------ | ------------------ | ------------------ | ------------------ | ------------------ | ---- |
| Frauen                            |                                                                               |                                                                        |              |              |                         |                          |                    |                    |                    |                    |                    |                    |      |
| Lenka Háječková Hana Klapalová    | K. Holtwick / I. Semmler E. Li Yuk Lo / N. Rigobert L. França / J. Felisberta | 0:2 (16:21, 18:21) 2:0 (21:10, 21:11) 0:2 (12:21, 18:21)               | 4            | 3            | nicht qualifiziert      | nicht qualifiziert       | nicht qualifiziert | nicht qualifiziert | nicht qualifiziert | nicht qualifiziert | nicht qualifiziert | nicht qualifiziert |      |
| Lenka Háječková Hana Klapalová    | Lucky-Losers-Spiel M. Meppelink / S. van Gestel                               | 0:2 (17:21, 17:21)                                                     | –            | –            | nicht qualifiziert      | nicht qualifiziert       | nicht qualifiziert | nicht qualifiziert | nicht qualifiziert | nicht qualifiziert | nicht qualifiziert | nicht qualifiziert |      |
| Kristýna Kolocová Markéta Sluková | D. Schwaiger / St. Schwaiger M. May-Treanor / K. Walsh N. Cook / T. Hinchley  | 2:1 (10:21, 21:13, 15:13) 0:2 (14:21, 19:21) 2:1 (21:16, 18:21, 15:11) | 5            | 2            | T. Antunes M. Antonelli | 2:1 (21:16, 20:22, 15:9) | J. Kessy A. Ross   | 0:2 (23:25, 18:21) | nicht qualifiziert | nicht qualifiziert | nicht qualifiziert | nicht qualifiziert |      |
| Männer                            |                                                                               |                                                                        |              |              |                         |                          |                    |                    |                    |                    |                    |                    |      |
| Petr Beneš Přemysl Kubala         | P. Herrera / A. Gavira K. Asahi / K. Shiratori T. Rogers / P. Dalhausser      | 0:2 (23:25, 16:21) 2:1 (17:21, 21:12, 15:7) 0:2 (13:21, 15:21)         | 4            | 3            | nicht qualifiziert      | nicht qualifiziert       | nicht qualifiziert | nicht qualifiziert | nicht qualifiziert | nicht qualifiziert | nicht qualifiziert | nicht qualifiziert |      |
| Petr Beneš Přemysl Kubala         | Lucky-Losers-Spiel J. Erdmann / K. Matysik                                    | 1:2 (21:15, 19:21, 13:15)                                              | –-           | –-           | nicht qualifiziert      | nicht qualifiziert       | nicht qualifiziert | nicht qualifiziert | nicht qualifiziert | nicht qualifiziert | nicht qualifiziert | nicht qualifiziert |      |

### Boxen
| Athleten       | Wettbewerb                  | 1. Runde                     | 1. Runde              | Achtelfinale       | Achtelfinale       | Viertelfinale      | Viertelfinale      | Halbfinale         | Halbfinale         | Finale             | Finale             | Rang |
| Athleten       | Wettbewerb                  | Gegner                       | Ergebnis              | Gegner             | Ergebnis           | Gegner             | Ergebnis           | Gegner             | Ergebnis           | Gegner             | Ergebnis           | Rang |
| -------------- | --------------------------- | ---------------------------- | --------------------- | ------------------ | ------------------ | ------------------ | ------------------ | ------------------ | ------------------ | ------------------ | ------------------ | ---- |
| Männer         |                             |                              |                       |                    |                    |                    |                    |                    |                    |                    |                    |      |
| Zdeněk Chládek | Halbweltergewicht bis 64 kg | Urantschimegiin Mönch-Erdene | 12:20 (3:6, 5:7, 4:7) | nicht qualifiziert | nicht qualifiziert | nicht qualifiziert | nicht qualifiziert | nicht qualifiziert | nicht qualifiziert | nicht qualifiziert | nicht qualifiziert | –    |

### Gewichtheben
| Athleten   | Wettbewerb         | Reißen  | Reißen | Stoßen  | Stoßen | Zweikampf | Zweikampf | Rang |
| Athleten   | Wettbewerb         | Gewicht | Rang   | Gewicht | Rang   | Gewicht   | Rang      | Rang |
| ---------- | ------------------ | ------- | ------ | ------- | ------ | --------- | --------- | ---- |
| Männer     |                    |         |        |         |        |           |           |      |
| Jiří Orság | Klasse über 105 kg | 187     | 9      | 239     | 5      | 426       | 7         | 7    |

### Judo
| Athleten      | Wettbewerb        | 1. Runde | 1. Runde | 2. Runde    | 2. Runde       | Achtelfinale       | Achtelfinale        | Viertelfinale      | Viertelfinale      | Hoffnungsrunde Halbfinale | Hoffnungsrunde Halbfinale | Halbfinale         | Halbfinale         | Hoffnungsrunde Finale | Hoffnungsrunde Finale | Finale             | Finale             | Rang               |
| Athleten      | Wettbewerb        | Gegner   | Ergebnis | Gegner      | Ergebnis       | Gegner             | Ergebnis            | Gegner             | Ergebnis           | Gegner                    | Ergebnis                  | Gegner             | Ergebnis           | Gegner                | Ergebnis              | Gegner             | Ergebnis           | Rang               |
| ------------- | ----------------- | -------- | -------- | ----------- | -------------- | ------------------ | ------------------- | ------------------ | ------------------ | ------------------------- | ------------------------- | ------------------ | ------------------ | --------------------- | --------------------- | ------------------ | ------------------ | ------------------ |
| Männer        |                   |          |          |             |                |                    |                     |                    |                    |                           |                           |                    |                    |                       |                       |                    |                    |                    |
| Jaromír Ježek | Klasse bis 73 kg  | Freilos  | Freilos  | Aleni Smith | 100 TNG – 000  | Wang Ki-Chun       | 0001 – 001 STG (GS) | nicht qualifiziert | nicht qualifiziert | nicht qualifiziert        | nicht qualifiziert        | nicht qualifiziert | nicht qualifiziert | nicht qualifiziert    | nicht qualifiziert    | nicht qualifiziert | nicht qualifiziert | nicht qualifiziert |
| Jaromír Musil | Klasse bis 81 kg  | Freilos  | Freilos  | Sergiu Toma | 0001 – 100 OGO | nicht qualifiziert | nicht qualifiziert  | nicht qualifiziert | nicht qualifiziert | nicht qualifiziert        | nicht qualifiziert        | nicht qualifiziert | nicht qualifiziert | nicht qualifiziert    | nicht qualifiziert    | nicht qualifiziert | nicht qualifiziert | nicht qualifiziert |
| Lukáš Krpálek | Klasse bis 100 kg | -        | -        | Freilos     | Freilos        | Takamasa Anai      | 1001 KYS – 000      | Tagir Chaibulaew   | 0011 – 100 UKG     | Henk Grol                 | 000 – 010 UMG             | nicht qualifiziert | nicht qualifiziert | nicht qualifiziert    | nicht qualifiziert    | nicht qualifiziert | nicht qualifiziert | 7.                 |

### Kanu

#### Kanurennsport
| Athleten                                          | Wettbewerb | Vorlauf      | Vorlauf | Halbfinale   | Halbfinale | Finale       | Finale | Rang   |
| Athleten                                          | Wettbewerb | Zeit         | Rang    | Zeit         | Rang       | Zeit         | Rang   | Rang   |
| ------------------------------------------------- | ---------- | ------------ | ------- | ------------ | ---------- | ------------ | ------ | ------ |
| Männer                                            |            |              |         |              |            |              |        |        |
| Josef Dostál Daniel Havel Jan Štěrba Lukáš Trefil | K-4 1000 m | 2:54,267 min | 2       | 2:54,303 min | 3          | 2:55,850 min | 3      | Bronze |
| Filip Dvořák Jaroslav Radoň                       | C-2 1000 m | 3:38,711 min | 4       | 3:37,839 min | 2          | 3:37,601 min | 5      | 5      |

#### Kanuslalom
| Athleten                          | Wettbewerb | Vorlauf | Vorlauf | Halbfinale | Halbfinale | Finale             | Finale             | Rang               |
| Athleten                          | Wettbewerb | Zeit    | Rang    | Zeit       | Rang       | Zeit               | Rang               | Rang               |
| --------------------------------- | ---------- | ------- | ------- | ---------- | ---------- | ------------------ | ------------------ | ------------------ |
| Frauen                            |            |         |         |            |            |                    |                    |                    |
| Štěpánka Hilgertová               | K-1        | 100,75  | 5       | 114,10     | 9          | 109,16             | 4                  | 4                  |
| Männer                            |            |         |         |            |            |                    |                    |                    |
| Vavřinec Hradilek                 | K-1        | 87,44   | 3       | 99,58      | 8          | 94,78              | 2                  | Silber             |
| Stanislav Ježek                   | C-1        | 94,09   | 9       | 104,37     | 7          | 105,73             | 5                  | 5                  |
| Vavřinec Hradilek Stanislav Ježek | C-2        | 104,00  | 8       | 115,50     | 9          | nicht qualifiziert | nicht qualifiziert | nicht qualifiziert |
| Ondřej Štěpánek Jaroslav Volf     | C-2        | 106,91  | 9       | 112,22     | 7          | nicht qualifiziert | nicht qualifiziert | nicht qualifiziert |

### Leichtathletik
Laufen und Gehen
| Athleten                                                                                     | Wettbewerb        | Vorlauf          | Vorlauf          | Halbfinale         | Halbfinale         | Finale             | Finale             | Rang             |
| Athleten                                                                                     | Wettbewerb        | Zeit             | Rang             | Zeit               | Rang               | Zeit               | Rang               | Rang             |
| -------------------------------------------------------------------------------------------- | ----------------- | ---------------- | ---------------- | ------------------ | ------------------ | ------------------ | ------------------ | ---------------- |
| Frauen                                                                                       |                   |                  |                  |                    |                    |                    |                    |                  |
| Kateřina Čechová                                                                             | 100 m             | nicht angetreten | nicht angetreten | nicht angetreten   | nicht angetreten   | nicht angetreten   | nicht angetreten   | nicht angetreten |
| Lenka Masná                                                                                  | 800 m             | 2:08,68 min      | 29.              | nicht qualifiziert | nicht qualifiziert | nicht qualifiziert | nicht qualifiziert | 29.              |
| Tereza Čapková                                                                               | 1500 m            | 14:12,15 min     | 23.              | nicht qualifiziert | nicht qualifiziert | nicht qualifiziert | nicht qualifiziert | 23.              |
| Ivana Sekyrová                                                                               | Marathon          | –                | –                | –                  | –                  | 2:37:14 h          | 67.                | 67.              |
| Lucie Škrobáková                                                                             | 100 m Hürden      | 13,01 s          | 14.              | 12,81 s            | 10.                | nicht qualifiziert | nicht qualifiziert | 10.              |
| Zuzana Hejnová                                                                               | 400 m Hürden      | 53,96 s          | 2.               | 53,62 s            | 2.                 | 53,38 s            | 3.                 | Bronze           |
| Denisa Rosolová                                                                              | 400 m Hürden      | 55,42 s          | 14.              | 54,87 s            | 8.                 | 55,27 s            | 7.                 | 7.               |
| Jitka Bartoničková Zuzana Bergrová Tereza Čapková Zuzana Hejnová Lenka Masná Denisa Rosolová | 4 × 400-m-Staffel | 3:26,20 min      | 7.               | –                  | –                  | 3:27,77 min        | 7.                 | 7.               |
| Lucie Pelantová                                                                              | 20 km Gehen       | –                | –                | –                  | –                  | 1:33:35 h          | 35.                | 35.              |
| Männer                                                                                       |                   |                  |                  |                    |                    |                    |                    |                  |
| Pavel Maslák                                                                                 | 200 m             | 20,67 s          | 25.              | nicht qualifiziert | nicht qualifiziert | nicht qualifiziert | nicht qualifiziert | 25.              |
| Pavel Maslák                                                                                 | 400 m             | 44,91 s          | 2.               | 45,13 s            | 12.                | nicht qualifiziert | nicht qualifiziert | 12.              |
| Jakub Holuša                                                                                 | 800 m             | 1:46,87 min      | 21.              | nicht qualifiziert | nicht qualifiziert | nicht qualifiziert | nicht qualifiziert | 21.              |
| Jan Kreisinger                                                                               | Marathon          | –                | –                | –                  | –                  | 2:25:03 h          | 67.                | 67.              |
| Josef Prorok                                                                                 | 400 m Hürden      | 50,33 s          | 35.              | nicht qualifiziert | nicht qualifiziert | nicht qualifiziert | nicht qualifiziert | 35.              |

Springen und Werfen
| Athleten                  | Wettbewerb     | Qualifikation | Qualifikation | Finale             | Finale             | Rang |
| Athleten                  | Wettbewerb     | Weite/Höhe    | Rang          | Weite/Höhe         | Rang               | Rang |
| ------------------------- | -------------- | ------------- | ------------- | ------------------ | ------------------ | ---- |
| Frauen                    |                |               |               |                    |                    |      |
| Oldřiška Marešová         | Hochsprung     | 1,80 m        | 29.           | nicht qualifiziert | nicht qualifiziert | 29.  |
| Jiřina Ptáčníková         | Stabhochsprung | 4,55 m        | 12.           | 4,45 m             | 6.                 | 6.   |
| Věra Pospíšilová-Cechlová | Diskuswurf     | 55,00 m       | 34.           | nicht qualifiziert | nicht qualifiziert | 34.  |
| Kateřina Šafránková       | Hammerwurf     | 66,16 m       | 31.           | nicht qualifiziert | nicht qualifiziert | 31.  |
| Jarmila Klimešová         | Speerwurf      | 59,90 m       | 14.           | nicht qualifiziert | nicht qualifiziert | 14.  |
| Barbora Špotáková         | Speerwurf      | 66,19 m       | 1.            | 69,55 m            | 1.                 | Gold |
| Männer                    |                |               |               |                    |                    |      |
| Roman Novotný             | Weitsprung     | 6,96 m        | 38.           | nicht qualifiziert | nicht qualifiziert | 38.  |
| Štěpán Wagner             | Weitsprung     | 7,50 m        | 30.           | nicht qualifiziert | nicht qualifiziert | 30.  |
| Jaroslav Bába             | Hochsprung     | 2,21 m        | 21.           | nicht qualifiziert | nicht qualifiziert | 21.  |
| Jan Kudlička              | Stabhochsprung | 5,50 m        | 9.            | 5,65 m             | 8.                 | 8.   |
| Lukáš Melich              | Hammerwurf     | 75,88 m       | 9.            | 77,17 m            | 6.                 | 6.   |
| Petr Frydrych             | Speerwurf      | 75,46 m       | 34.           | nicht qualifiziert | nicht qualifiziert | 34.  |
| Jakub Vadlejch            | Speerwurf      | 77,61 m       | 25.           | nicht qualifiziert | nicht qualifiziert | 25.  |
| Vítězslav Veselý          | Speerwurf      | 88,34 m       | 1.            | 83,34 m            | 3.                 |      |
| Antonín Žalský            | Kugelstoßen    | 19,62 m       | 23.           | nicht qualifiziert | nicht qualifiziert | 23.  |

Mehrkampf
| Athletinnen        | 100 m Hürden | 100 m Hürden | Hochsprung | Hochsprung | Kugelstoßen | Kugelstoßen | 200 m   | 200 m  | Weitsprung | Weitsprung | Speerwurf | Speerwurf | 800 m       | 800 m  | Punkte | Rang |
| Athletinnen        | Zeit         | Punkte       | Höhe       | Punkte     | Weite       | Punkte      | Zeit    | Punkte | Weite      | Punkte     | Weite     | Punkte    | Zeit        | Punkte | Punkte | Rang |
| ------------------ | ------------ | ------------ | ---------- | ---------- | ----------- | ----------- | ------- | ------ | ---------- | ---------- | --------- | --------- | ----------- | ------ | ------ | ---- |
| Siebenkampf Frauen |              |              |            |            |             |             |         |        |            |            |           |           |             |        |        |      |
| Eliška Klučinová   | 14,01 s      | 977          | 1,80 m     | 978        | 12,93 m     | 723         | 25,00 s | 887    | 6,13 m     | 890        | 45,65 m   | 776       | 2:16,08 min | 878    | 6109   | 18.  |

| Athleten         | 100 m   | 100 m  | Weitsprung       | Weitsprung       | Kugelstoßen      | Kugelstoßen      | Hochsprung       | Hochsprung       | 400 m            | 400 m            | 110 m Hürden     | 110 m Hürden     | Diskuswurf       | Diskuswurf       | Stabhochsprung   | Stabhochsprung   | Speerwurf        | Speerwurf        | 1500 m           | 1500 m           | Punkte           | Rang             |
| Athleten         | Zeit    | Punkte | Weite            | Punkte           | Weite            | Punkte           | Höhe             | Punkte           | Zeit             | Punkte           | Zeit             | Punkte           | Weite            | Punkte           | Höhe             | Punkte           | Weite            | Punkte           | Zeit             | Punkte           | Punkte           | Rang             |
| ---------------- | ------- | ------ | ---------------- | ---------------- | ---------------- | ---------------- | ---------------- | ---------------- | ---------------- | ---------------- | ---------------- | ---------------- | ---------------- | ---------------- | ---------------- | ---------------- | ---------------- | ---------------- | ---------------- | ---------------- | ---------------- | ---------------- |
| Zehnkampf Männer |         |        |                  |                  |                  |                  |                  |                  |                  |                  |                  |                  |                  |                  |                  |                  |                  |                  |                  |                  |                  |                  |
| Roman Šebrle     | 11,54 s | 744    | nicht angetreten | nicht angetreten | nicht angetreten | nicht angetreten | nicht angetreten | nicht angetreten | nicht angetreten | nicht angetreten | nicht angetreten | nicht angetreten | nicht angetreten | nicht angetreten | nicht angetreten | nicht angetreten | nicht angetreten | nicht angetreten | nicht angetreten | nicht angetreten | nicht angetreten | nicht angetreten |

### Moderner Fünfkampf
| Athleten        | Fechten | Fechten | Schwimmen   | Schwimmen | Reiten  | Reiten | Combined     | Combined | Punkte | Rang |
| Athleten        | Bilanz  | Punkte  | Zeit        | Punkte    | Zeit    | Punkte | Zeit         | Punkte   | Punkte | Rang |
| --------------- | ------- | ------- | ----------- | --------- | ------- | ------ | ------------ | -------- | ------ | ---- |
| Frauen          |         |         |             |           |         |        |              |          |        |      |
| Natalie Dianová | 17:18   | 808     | 2:13,78 min | 1196      | 86,79 s | 1056   | 12:33,61 min | 1988     | 5048   | 22   |
| Männer          |         |         |             |           |         |        |              |          |        |      |
| Ondřej Polívka  | 12:23   | 688     | 2:02,71 min | 1328      | 76,14 s | 1136   | 10:25,99 min | 2500     | 5652   | 15   |
| David Svoboda   | 26:9    | 1024    | 2:04,84 min | 1304      | 77,28 s | 1132   | 10:33,02 min | 2468     | 5928   | Gold |

### Radsport

#### Bahn
| Athleten      | Wettbewerb | Qualifikation | Qualifikation | Finals             | Finals             | Rang |
| Athleten      | Wettbewerb | Zeit          | Rang          | Zeit               | Rang               | Rang |
| ------------- | ---------- | ------------- | ------------- | ------------------ | ------------------ | ---- |
| Männer        |            |               |               |                    |                    |      |
| Pavel Kelemen | Sprint     | 10,311 s      | 13            | Rennen um Platz 9  | Rennen um Platz 9  | 10   |
| Denis Špička  | Keirin     | –             | 5             | nicht qualifiziert | nicht qualifiziert | 17   |

#### Straße
| Athleten        | Wettbewerb    | Zeit      | Rang |
| --------------- | ------------- | --------- | ---- |
| Männer          |               |           |      |
| Jan Bárta       | Straßenrennen | 5:46:37 h | 75   |
| Roman Kreuziger | Straßenrennen | 5:46:05 h | 15   |

#### Mountainbike
| Athleten         | Wettbewerb    | Zeit      | Rang |
| ---------------- | ------------- | --------- | ---- |
| Frauen           |               |           |      |
| Kateřina Nash    | Cross-Country | 1:36:22 h | 14   |
| Männer           |               |           |      |
| Ondřej Cink      | Cross-Country | 1:32:16 h | 14   |
| Jaroslav Kulhavý | Cross-Country | 1:29:07 h | Gold |
| Jan Škarnitzl    | Cross-Country | 1:31:48 h | 12   |

#### BMX
| Athleten          | Wettbewerb | Qualifikation | Qualifikation | Viertelfinale | Viertelfinale | Halbfinale | Halbfinale | Finale             | Finale             | Rang               |
| Athleten          | Wettbewerb | Zeit          | Rang          | Zeit          | Rang          | Zeit       | Rang       | Zeit               | Rang               | Rang               |
| ----------------- | ---------- | ------------- | ------------- | ------------- | ------------- | ---------- | ---------- | ------------------ | ------------------ | ------------------ |
| Frauen            |            |               |               |               |               |            |            |                    |                    |                    |
| Aneta Hladíková   | Race       | 40,846 s      | 10            | –             | –             | 16         | 5          | nicht qualifiziert | nicht qualifiziert | nicht qualifiziert |
| Romana Labounková | Race       | 41,096        | 11            | –             | –             | 17         | 6          | nicht qualifiziert | nicht qualifiziert | nicht qualifiziert |

### Ringen
| Athleten                         | Wettbewerb       | 1. Runde | 1. Runde | Achtelfinale   | Achtelfinale | Viertelfinale      | Viertelfinale      | Halbfinale         | Halbfinale         | Hoffnungsrunde Viertelfinale | Hoffnungsrunde Viertelfinale | Hoffnungsrunde Halbfinale | Hoffnungsrunde Halbfinale | Hoffnungsrunde Finale | Hoffnungsrunde Finale | Finale             | Finale             | Rang |
| Athleten                         | Wettbewerb       | Gegner   | Ergebnis | Gegner         | Ergebnis     | Gegner             | Ergebnis           | Gegner             | Ergebnis           | Gegner                       | Ergebnis                     | Gegner                    | Ergebnis                  | Gegner                | Ergebnis              | Gegner             | Ergebnis           | Rang |
| -------------------------------- | ---------------- | -------- | -------- | -------------- | ------------ | ------------------ | ------------------ | ------------------ | ------------------ | ---------------------------- | ---------------------------- | ------------------------- | ------------------------- | --------------------- | --------------------- | ------------------ | ------------------ | ---- |
| griechisch-römischer Stil Männer |                  |          |          |                |              |                    |                    |                    |                    |                              |                              |                           |                           |                       |                       |                    |                    |      |
| David Vála                       | Klasse bis 96 kg | Freilos  | Freilos  | Yunior Estrada | 1:3          | nicht qualifiziert | nicht qualifiziert | nicht qualifiziert | nicht qualifiziert | nicht qualifiziert           | nicht qualifiziert           | nicht qualifiziert        | nicht qualifiziert        | nicht qualifiziert    | nicht qualifiziert    | nicht qualifiziert | nicht qualifiziert | 12   |

### Rudern
| Athleten                                                                        | Wettbewerb            | Vorlauf     | Vorlauf | Hoffnungslauf | Hoffnungslauf | Viertelfinale | Viertelfinale | Halbfinale         | Halbfinale         | Finale             | Finale             | Rang   |
| Athleten                                                                        | Wettbewerb            | Zeit        | Rang    | Zeit          | Rang          | Zeit          | Rang          | Zeit               | Rang               | Zeit               | Rang               | Rang   |
| ------------------------------------------------------------------------------- | --------------------- | ----------- | ------- | ------------- | ------------- | ------------- | ------------- | ------------------ | ------------------ | ------------------ | ------------------ | ------ |
| Frauen                                                                          |                       |             |         |               |               |               |               |                    |                    |                    |                    |        |
| Miroslava Knapková                                                              | Einer                 | 7:24,17 min | 1       | –             | –             | 7:35,35 min   | 1             | 7:42,57 min        | 1                  | 7:54,37 min        | 1                  | Gold   |
| Jitka Antošová Lenka Antošová                                                   | Doppelzweier          | 7:05,05 min | 5       | 7:11,68 min   | 3             | –             | –             | –                  | –                  | 7:24,93 min        | 7                  | 7      |
| Männer                                                                          |                       |             |         |               |               |               |               |                    |                    |                    |                    |        |
| Ondřej Synek                                                                    | Einer                 | 6:53,23 min | 1       | –             | –             | 6:53,32 min   | 1             | 7:16,58 min        | 1                  | 6:59,37 min        | 2                  | Silber |
| Milan Bruncvík Michal Horváth Matyáš Klang Jakub Podrazil Jan Pilc (Ersatz)     | Vierer                | 5:54,37 min | 4       | 6:04,56 min   | 4             | –             | –             | nicht qualifiziert | nicht qualifiziert | nicht qualifiziert | nicht qualifiziert | 13     |
| Jiří Kopáč Jan Vetešník Ondřej Vetešník Miroslav Vraštil Martin Slavík (Ersatz) | Leichtgewichts-Vierer | 5:52,69 min | 4       | 6:02,23 min   | 3             | –             | –             | 6:06,85 min        | 6                  | 6:11,49 min        | 11                 | 11     |

### Schießen
| Athleten         | Wettbewerb                           | Qualifikation | Qualifikation | Finale | Finale | Ringe | Rang   |
| Athleten         | Wettbewerb                           | Ringe         | Rang          | Ringe  | Rang   | Ringe | Rang   |
| ---------------- | ------------------------------------ | ------------- | ------------- | ------ | ------ | ----- | ------ |
| Frauen           |                                      |               |               |        |        |       |        |
| Lenka Marušková  | Luftpistole 10 m                     | 385           | 7             | 97,6   | 8      | 482,6 | 8      |
| Lenka Marušková  | Sportpistole 25 m                    | 582           | 13            | –      | –      | 582   | 13     |
| Kateřina Emmons  | Luftgewehr 10 m                      | 397           | 8             | 103,3  | 4      | 500,3 | 4      |
| Adéla Sýkorová   | Luftgewehr 10 m                      | 392           | 31            | –      | –      | 392   | 31     |
| Kateřina Emmons  | Kleinkaliber Dreistellungskampf 50 m | 576           | 32            | –      | –      | 576   | 32     |
| Adéla Sýkorová   | Kleinkaliber Dreistellungskampf 50 m | 584           | 4             | 99,0   | 3      | 683,0 | Bronze |
| Männer           |                                      |               |               |        |        |       |        |
| Martin Podhráský | Schnellfeuerpistole 25 m             | 583           | 7             | –      | –      | 583   | 7      |
| Martin Strnad    | Schnellfeuerpistole 25 m             | 580           | 9             | –      | –      | 580   | 9      |
| Václav Haman     | Luftgewehr 10 m                      | 590           | 33            | –      | –      | 590   | 33     |
| Václav Haman     | Kleinkaliber Dreistellungskampf 50 m | 1153          | 34            | –      | –      | 1153  | 34     |
| Václav Haman     | Kleinkalibergewehr liegend 50 m      | 588           | 41            | –      | –      | 588   | 41     |
| David Kostelecký | Trap                                 | 120           | 14            | –      | –      | 120   | 14     |
| Jiří Lipták      | Trap                                 | 119           | 18            | –      | –      | 119   | 18     |
| Jan Sychra       | Skeet                                | 120           | 6             | 23     | 6      | 143   | 6      |
| Jakub Tomeček    | Skeet                                | 117           | 19            | –      | –      | 117   | 19     |

### Schwimmen
| Athleten            | Wettbewerb          | Vorlauf      | Vorlauf | Halbfinale         | Halbfinale         | Finale             | Finale             | Rang |
| Athleten            | Wettbewerb          | Zeit         | Rang    | Zeit               | Rang               | Zeit               | Rang               | Rang |
| ------------------- | ------------------- | ------------ | ------- | ------------------ | ------------------ | ------------------ | ------------------ | ---- |
| Frauen              |                     |              |         |                    |                    |                    |                    |      |
| Simona Baumrtová    | 100 m Brust         | 59,99 s      | 10      | 1:00,02 min        | 10                 | nicht qualifiziert | nicht qualifiziert | 10   |
| Petra Chocová       | 100 m Brust         | 1:08,59 min  | 24      | nicht qualifiziert | nicht qualifiziert | nicht qualifiziert | nicht qualifiziert | 24   |
| Simona Baumrtová    | 200 m Brust         | 2:10,03 min  | 12      | 2:10,18 min        | 14                 | nicht qualifiziert | nicht qualifiziert | 14   |
| Martina Moravčíková | 200 m Brust         | 2:28,54 min  | 26      | nicht qualifiziert | nicht qualifiziert | nicht qualifiziert | nicht qualifiziert | 26   |
| Barbora Závadová    | 200 m Lagen         | 2:17,54 min  | 32      | nicht qualifiziert | nicht qualifiziert | nicht qualifiziert | nicht qualifiziert | 32   |
| Barbora Závadová    | 400 m Lagen         | 4:41,84 min  | 15      | –                  | –                  | nicht qualifiziert | nicht qualifiziert | 15   |
| Jana Pechanová      | 10 km Freiwasser    | –            | –       | –                  | –                  | 1:58:52,8 h        | 9                  | 9    |
| Männer              |                     |              |         |                    |                    |                    |                    |      |
| Jan Micka           | 100 m Schmetterling | 15:29,34 min | 24      | –                  | –                  | nicht qualifiziert | nicht qualifiziert | 24   |
| Martin Verner       | 1500 m Freistil     | 49,49 s      | 23      | nicht qualifiziert | nicht qualifiziert | nicht qualifiziert | nicht qualifiziert | 23   |

### Segeln
Fleet Race
| Athleten          | Wettbewerb      | Qualifikation | Qualifikation | Medal Race         | Medal Race         | Punkte | Rang |
| Athleten          | Wettbewerb      | Punkte        | Rang          | Punkte             | Rang               | Punkte | Rang |
| ----------------- | --------------- | ------------- | ------------- | ------------------ | ------------------ | ------ | ---- |
| Frauen            |                 |               |               |                    |                    |        |      |
| Veronika Fenclová | Laser Radial    | 87            | 8             | 18                 | 9                  | 105    | 9    |
| Männer            |                 |               |               |                    |                    |        |      |
| Karel Lavický     | Windsurfen RS:X | 296           | 36            | nicht qualifiziert | nicht qualifiziert | 296    | 36   |
| Viktor Teplý      | Laser           | 234           | 28            | nicht qualifiziert | nicht qualifiziert | 234    | 28   |
| Michael Maier     | Finn Dinghy     | 162           | 21            | nicht qualifiziert | nicht qualifiziert | 162    | 21   |

### Synchronschwimmen
| Athletinnen                     | Wettbewerb | Qualifikation     | Qualifikation     | Qualifikation  | Qualifikation  | Qualifikation | Qualifikation | Finale             | Finale             | Finale             | Finale           |
| Athletinnen                     | Wettbewerb | Technische Kür TK | Technische Kür TK | Freie Kür FK-Q | Freie Kür FK-Q | Gesamt        | Gesamt        | Freie Kür FK-F     | Freie Kür FK-F     | Gesamt TK + FK-F   | Gesamt TK + FK-F |
| Athletinnen                     | Wettbewerb | Punkte            | Rang              | Punkte         | Rang           | Punkte        | Rang          | Punkte             | Rang               | Punkte             | Rang             |
| ------------------------------- | ---------- | ----------------- | ----------------- | -------------- | -------------- | ------------- | ------------- | ------------------ | ------------------ | ------------------ | ---------------- |
| Frauen                          |            |                   |                   |                |                |               |               |                    |                    |                    |                  |
| Soňa Bernardová Alžběta Dufková | Duett      | 85,800            | 14                | 86,040         | 14             | 171,840       | 14            | nicht qualifiziert | nicht qualifiziert | nicht qualifiziert | 14               |

### Tennis
| Athleten                         | Wettbewerb | 1. Runde                        | 1. Runde          | 2. Runde           | 2. Runde           | Achtelfinale              | Achtelfinale       | Viertelfinale                 | Viertelfinale      | Halbfinale                | Halbfinale         | Finale                         | Finale             |
| Athleten                         | Wettbewerb | Gegner                          | Ergebnis          | Gegner             | Ergebnis           | Gegner                    | Ergebnis           | Gegner                        | Ergebnis           | Gegner                    | Ergebnis           | Gegner                         | Ergebnis           |
| -------------------------------- | ---------- | ------------------------------- | ----------------- | ------------------ | ------------------ | ------------------------- | ------------------ | ----------------------------- | ------------------ | ------------------------- | ------------------ | ------------------------------ | ------------------ |
| Frauen                           |            |                                 |                   |                    |                    |                           |                    |                               |                    |                           |                    |                                |                    |
| Petra Cetkovská                  | Einzel     | Angelique Kerber                | 1:6, 0:3 Aufgabe  | nicht qualifiziert | nicht qualifiziert | nicht qualifiziert        | nicht qualifiziert | nicht qualifiziert            | nicht qualifiziert | nicht qualifiziert        | nicht qualifiziert | nicht qualifiziert             | nicht qualifiziert |
| Petra Kvitová                    | Einzel     | Kateryna Bondarenko             | 6:4, 5:7, 6:4     | Peng Shuai         | 7:5, 2:6, 6:1      | Flavia Pennetta           | 6:3, 6:0           | Marija Kirilenko              | 6:73, 3:6          | nicht qualifiziert        | nicht qualifiziert | nicht qualifiziert             | nicht qualifiziert |
| Lucie Šafářová                   | Einzel     | Laura Robson                    | 6:74, 4:6         | nicht qualifiziert | nicht qualifiziert | nicht qualifiziert        | nicht qualifiziert | nicht qualifiziert            | nicht qualifiziert | nicht qualifiziert        | nicht qualifiziert | nicht qualifiziert             | nicht qualifiziert |
| Klára Zakopalová                 | Einzel     | Francesca Schiavone             | 3:6, 6:3, 4:6     | nicht qualifiziert | nicht qualifiziert | nicht qualifiziert        | nicht qualifiziert | nicht qualifiziert            | nicht qualifiziert | nicht qualifiziert        | nicht qualifiziert | nicht qualifiziert             | nicht qualifiziert |
| Petra Cetkovská Lucie Šafářová   | Doppel     | Sara Errani Roberta Vinci       | 2:6, 3:6          | –                  | –                  | nicht qualifiziert        | nicht qualifiziert | nicht qualifiziert            | nicht qualifiziert | nicht qualifiziert        | nicht qualifiziert | nicht qualifiziert             | nicht qualifiziert |
| Andrea Hlaváčková Lucie Hradecká | Doppel     | Tímea Babos Ágnes Szávay        | 6:1, 6:75, 6:2    | –                  | –                  | Li Na Zhang Shuai         | 6:3, 6:1           | Chuang Chia-jung Hsieh Su-wei | 6:3, 6:4           | Liezel Huber Lisa Raymond | 6:1, 7:62          | Serena Williams Venus Williams | 4:6, 4:6           |
| Männer                           |            |                                 |                   |                    |                    |                           |                    |                               |                    |                           |                    |                                |                    |
| Tomáš Berdych                    | Einzel     | Steve Darcis                    | 4:6, 4:6          | nicht qualifiziert | nicht qualifiziert | nicht qualifiziert        | nicht qualifiziert | nicht qualifiziert            | nicht qualifiziert | nicht qualifiziert        | nicht qualifiziert | nicht qualifiziert             | nicht qualifiziert |
| Radek Štěpánek                   | Einzel     | Nikolai Dawydenko               | 4:6, 3:6          | nicht qualifiziert | nicht qualifiziert | nicht qualifiziert        | nicht qualifiziert | nicht qualifiziert            | nicht qualifiziert | nicht qualifiziert        | nicht qualifiziert | nicht qualifiziert             | nicht qualifiziert |
| Tomáš Berdych Radek Štěpánek     | Doppel     | Andreas Seppi Daniele Bracciali | 4:6, 7:65, 6:4    | –                  | –                  | Marcelo Melo Bruno Soares | 6:1, 4:6, 22:24    | nicht qualifiziert            | nicht qualifiziert | nicht qualifiziert        | nicht qualifiziert | nicht qualifiziert             | nicht qualifiziert |
| Mixed                            |            |                                 |                   |                    |                    |                           |                    |                               |                    |                           |                    |                                |                    |
| Lucie Hradecká Radek Štěpánek    | Doppel     | Laura Robson Andy Murray        | 5:7, 7:67, [7:10] | –                  | –                  | nicht qualifiziert        | nicht qualifiziert | nicht qualifiziert            | nicht qualifiziert | nicht qualifiziert        | nicht qualifiziert | nicht qualifiziert             | nicht qualifiziert |

### Tischtennis
| Athleten         | Wettbewerb | 1. Runde  | 1. Runde | 2. Runde           | 2. Runde           | 3. Runde           | 3. Runde           | 4. Runde           | 4. Runde           | Viertelfinale      | Viertelfinale      | Halbfinale         | Halbfinale         | Finale             | Finale             |
| Athleten         | Wettbewerb | Gegner    | Ergebnis | Gegner             | Ergebnis           | Gegner             | Ergebnis           | Gegner             | Ergebnis           | Gegner             | Ergebnis           | Gegner             | Ergebnis           | Gegner             | Ergebnis           |
| ---------------- | ---------- | --------- | -------- | ------------------ | ------------------ | ------------------ | ------------------ | ------------------ | ------------------ | ------------------ | ------------------ | ------------------ | ------------------ | ------------------ | ------------------ |
| Frauen           |            |           |          |                    |                    |                    |                    |                    |                    |                    |                    |                    |                    |                    |                    |
| Dana Hadačová    | Einzel     | Miao Miao | 2:4      | nicht qualifiziert | nicht qualifiziert | nicht qualifiziert | nicht qualifiziert | nicht qualifiziert | nicht qualifiziert | nicht qualifiziert | nicht qualifiziert | nicht qualifiziert | nicht qualifiziert | nicht qualifiziert | nicht qualifiziert |
| Iveta Vacenovská | Einzel     | Freilos   | Freilos  | Nanthana Komwong   | 4:1                | Wu Jiaduo          | 2:4                | nicht qualifiziert | nicht qualifiziert | nicht qualifiziert | nicht qualifiziert | nicht qualifiziert | nicht qualifiziert | nicht qualifiziert | nicht qualifiziert |

### Trampolinturnen
| Athleten         | Wettbewerb | Qualifikation | Qualifikation | Finale             | Finale             | Rang |
| Athleten         | Wettbewerb | Punkte        | Rang          | Punkte             | Rang               | Rang |
| ---------------- | ---------- | ------------- | ------------- | ------------------ | ------------------ | ---- |
| Frauen           |            |               |               |                    |                    |      |
| Zita Frydrychová | Einzel     | 76,560        | 15            | nicht qualifiziert | nicht qualifiziert | 15   |

### Triathlon
| Athleten         | Wettbewerb | Zeit      | Rang |
| ---------------- | ---------- | --------- | ---- |
| Frauen           |            |           |      |
| Vendula Frintová | Einzel     | 2:02:08 h | 15   |
| Radka Vodičková  | Einzel     | 2:02:34 h | 20   |
| Männer           |            |           |      |
| Jan Čelůstka     | Einzel     | 1:50:17 h | 30   |
| Přemysl Švarc    | Einzel     | 1:52:08 h | 45   |

### Turnen
| Athleten          | Wettbewerb       | Qualifikation | Qualifikation | Finale             | Finale             | Rang               |
| Athleten          | Wettbewerb       | Punkte        | Rang          | Punkte             | Rang               | Rang               |
| ----------------- | ---------------- | ------------- | ------------- | ------------------ | ------------------ | ------------------ |
| Frauen            |                  |               |               |                    |                    |                    |
| Kristýna Pálešová | Mehrkampf Einzel | 50,599        | 47            | nicht qualifiziert | nicht qualifiziert | nicht qualifiziert |
| Männer            |                  |               |               |                    |                    |                    |
| Martin Konečný    | Mehrkampf Einzel | 83,031        | 34            | nicht qualifiziert | nicht qualifiziert | nicht qualifiziert |